# Železniční stanice Kirjat Mockin
Železniční stanice Kirjat Mockin (hebrejsky: תחנת הרכבת קרית מוצקין‎, Tachanat ha-rakevet Kirjat Mockin) je železniční stanice na pobřežní železniční trati v Izraeli.
Leží na severu Izraele, na západním okraji města Kirjat Mockin, nedaleko Kirjat Šmu'el. Nachází se při ulici Bar Ilan. Stanice je obsluhována autobusovými linkami společnosti Egged. K dispozici jsou parkovací místa pro automobily, veřejný telefon, prodejní stánky a automat na nápoje.